# Фада-Нгурма
Фада Нгурма (фр. Fada N’Gourma) — город и городская коммуна в Буркина-Фасо. Расположен в 219 км от Уагадугу. Основан в XVIII веке правителем Гурмы Яндабили.

## География
Город Фада Нгурма расположен в восточной части Буркина Фасо. Он является главным городом Восточной области и провинции Гурма; здесь находится резиденция верховного правителя (короля) народов гурма. Южнее города лежит территория буркинийских природных заповедников.
Население городской коммуны составляет 41 785 человека (на 2006 год). В административном отношении город разделён на 11 секторов. Действующий мэр — Мумуни Косту. Эмблема Фада Нгурма — крокодил.

## Климат
| Показатель                    | Янв. | Фев. | Март | Апр. | Май  | Июнь  | Июль  | Авг.  | Сен.  | Окт. | Нояб. | Дек. | Год   |
| ----------------------------- | ---- | ---- | ---- | ---- | ---- | ----- | ----- | ----- | ----- | ---- | ----- | ---- | ----- |
| Абсолютный максимум, °C       | 38   | 42   | 42   | 42   | 42   | 41    | 39    | 37    | 42    | 41   | 39    | 37   | 42    |
| Средний суточный максимум, °C | 33,5 | 36,4 | 38,8 | 39,6 | 37,3 | 34,2  | 31,6  | 30,5  | 31,9  | 35,5 | 36,2  | 33,9 | 33,0  |
| Средняя температура, °C       | 25,4 | 28,1 | 31,3 | 32,9 | 31,4 | 28,9  | 27,0  | 26,2  | 26,9  | 28,6 | 27,4  | 25,6 | 28,3  |
| Средний суточный минимум, °C  | 17,2 | 19,9 | 23,8 | 26,1 | 25,6 | 23,6  | 22,4  | 21,9  | 21,8  | 21,7 | 18,7  | 17,3 | 21,7  |
| Абсолютный минимум, °C        | 12   | 12   | 15   | 15   | 17   | 20    | 18    | 18    | 18    | 12   | 7     | 10   | 7     |
| Норма осадков, мм             | 0,0  | 0,3  | 10,8 | 28,4 | 85,8 | 111,0 | 179,0 | 205,0 | 134,5 | 39,2 | 0,5   | 1,4  | 795,9 |
| Источник:                     |      |      |      |      |      |       |       |       |       |      |       |      |       |

## Транспорт
В Фада Нгурма находится аэропорт. Через город проходит шоссе, соединяющее Уагадугу с Ниамеем.

## Экономика
Известен производством покрывал и ковров, а также мёдом.

## Культура
Начиная с 2003 года в Фада Нгурма происходит ежегодный фестиваль культуры народа фульбе (Финатава).

## Города-побратимы
Фада-Нгурма состоит в дружеских взаимоотношениях со следующими городами-побратимами:
| - Тамале, Гана (2003) - Эперне, Франция |